# بخش یونین (شهرستان کارول، اوهایو)
بخش یونین (به انگلیسی: Union Township) یک منطقهٔ مسکونی در ایالات متحده آمریکا است که در شهرستان کرول، اوهایو واقع شده است. بخش یونین ۵۸٫۶ کیلومتر مربع مساحت و ۹۷۷ نفر جمعیت دارد و ۳۵۴ متر بالاتر از سطح دریا واقع شده است.